# Kettlotrechus millari
Kettlotrechus millari – gatunek chrząszcza z rodziny biegaczowatych i podrodziny Trechinae.

## Taksonomia
Gatunek został opisany w 2010 roku przez Jamesa Iana Townsenda w 62 tomie Fauna of New Zealand. Nazwa gatunkowa nadana na cześć speleologa Iana Millara.

## Opis
Ciało długości od 6 do 7 mm, głęboko rudo-brązowe z odnóżami, czułkami i głaszczkami nieco jaśniejszymi. Głowa z gęstą mikrorzeźbą. Bruzdy czołowe równoległe, nie dochodzące do słabej bruzdy szyjnej. Nadustek z 4, a warga górna z 6 szczecinkami. Oczy szczątkowe małe, płaskie. Przedplecze o wyżłobieniu brzegowym wąskim, a tylnej krawędzi obrzeżonej, w związku z czym kąty tylne wystają bocznie jak i ku tyłowi. Pokrywy o ramionach zaokrąglonych, międzyrzędach płaskich, a rzędach słabych i załamanych, znikających wierzchołkowo. Tylne golenie łukowate, a środkowe proste. Genitalia samca zbliżone do tych u K. orpheus, lecz trochę smuklejsze. Edeagus równo ścięty od nasady do nieco zakrzywionego wierzchołka. Torebka kopulacyjna samic z bardzo długim przedłużeniem na wierzchołku.

## Występowanie
Gatunek ten jest endemitem Nowej Zelandii, znanym wyłącznie z Wyspy Północnej.